# Médecin (France)
Pour un article plus général, voir Médecin.
 (octobre 2008).
Si vous disposez d'ouvrages ou d'articles de référence ou si vous connaissez des sites web de qualité traitant du thème abordé ici, merci de compléter l'article en donnant les références utiles à sa vérifiabilité et en les liant à la section « Notes et références ».
En France, un médecin est un professionnel de la santé habilité à exercer la médecine après obtention d'un diplôme d'État de docteur en médecine. Il peut exercer à l’hôpital, avoir une activité libérale ou travailler dans d'autres structures (industrie pharmaceutique, administration, médias…). En France, les médecins sont soumis au code de déontologie médicale, contenu dans le Code de la santé publique.
Le médecin est souvent appelé docteur dans le langage familier, en référence à son titre universitaire ; le terme toubib, qui désigne un médecin dans le langage familier voire courant dans une partie de la francophonie, vient pour sa part de l'arabe طبيب tabīb, « médecin ».
Un étudiant en médecine français obtient le statut de médecin après avoir validé l'ensemble de ses examens des 6 premières années de médecine (anciennement validation du Certificat de Synthèse Clinique et Thérapeutique autorisant l'inscription aux Épreuves classantes nationales). Il possède, dans ce cas, un statut particulier, où, il n'est pas encore docteur, ni même interne, mais il peut se voir attribué le poste de FFI (Faisant Fonction d'Interne) en attendant le début de son internat. Il peut prescrire mais uniquement dans une structure hospitalière public et sous la responsabilité d'un docteur en médecine.

## Accès à la profession

### Études en France
La principale voie d'accès à la profession est celle des études de médecine suivies en France, qui se concluent par la délivrance du diplôme d'État de docteur en médecine.

### Études à l'étranger
Dans le cadre de l'Union européenne, les ressortissants des différents pays de l'Union, dès lors qu'ils sont légalement autorisés à exercer la profession de médecin dans leur pays de résidence, peuvent également l'exercer en France.[réf. nécessaire]
Dans tous les autres cas, l'accès à la profession passe par une autorisation individuelle délivrée par le ministère chargé de la Santé, après avis d'une commission[réf. nécessaire]. Le nombre maximum de personnes pouvant exercer la médecine dans ce cadre est fixé annuellement ; toutefois les réfugiés et apatrides ne sont pas soumis à cette limite.

## Types d’exercice

### Médecins hospitaliers

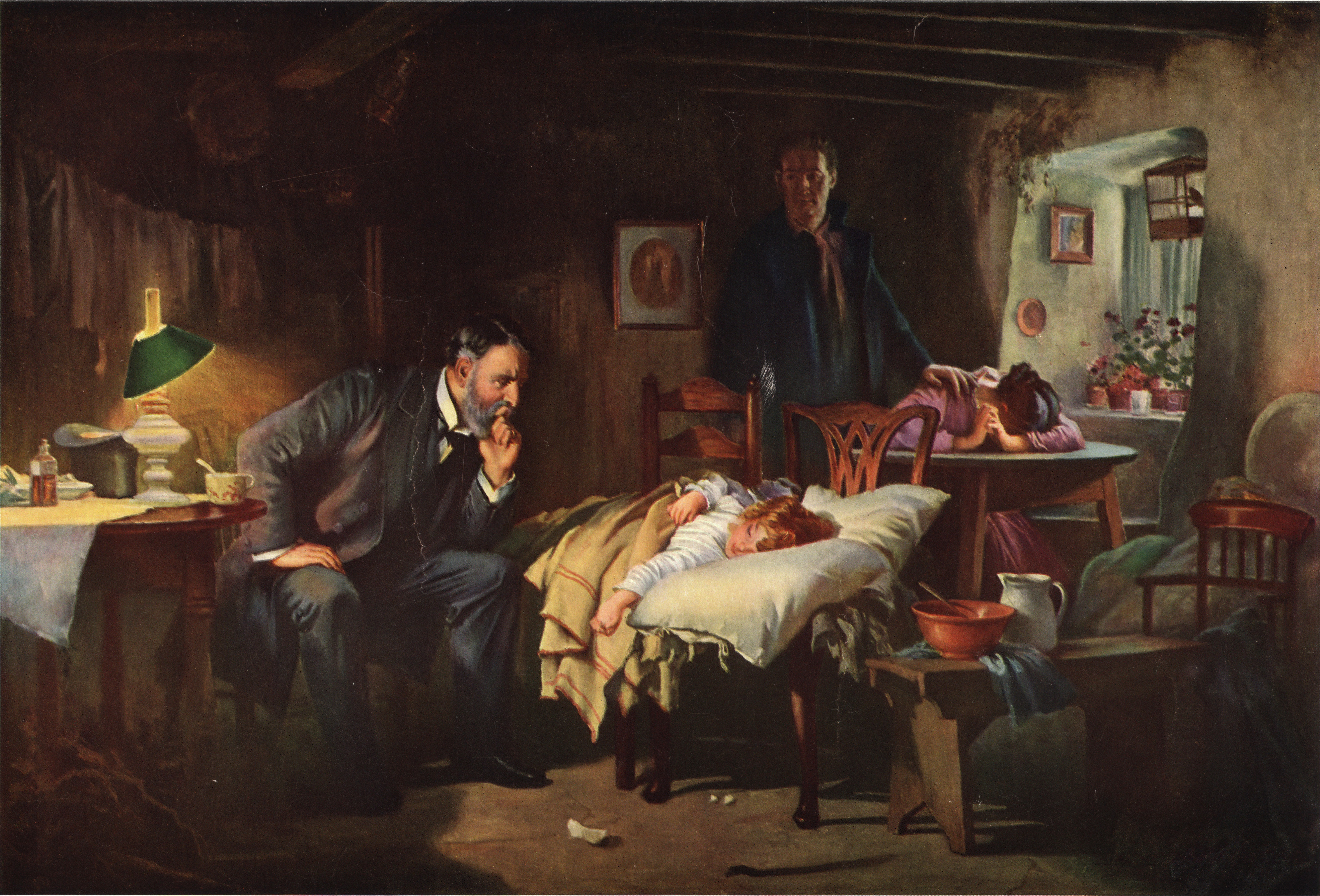
Le médecin, peinture de 1891 par Samuel Luke Fildes, The Doctor

Plusieurs types de médecins peuvent travailler à l’hôpital, en dehors des internes, étudiants en 3e cycle, et qui ont le droit de prescrire et d'entreprendre des actes thérapeutiques ou diagnostiques.

#### Personnel permanent
- Les professeurs des universités-praticiens hospitaliers (PU-PH) et maîtres de conférences des universités - praticiens hospitaliers (MCU-PH) sont les enseignants-chercheurs d'une UFR de médecine. Ils assurent la triple mission des CHU, le soin, la recherche, l’enseignement. Ils assurent aussi bien l’enseignement des sciences fondamentales, que des sciences biocliniques ou de la pathologie. Ils accèdent à ces fonctions par des titres universitaires complémentaires au cursus médical (anciennement maîtrise, DEA, doctorat), et le plus souvent après un Clinicat. Les postes d'enseignants de médecine sont directement attribués aux UFR de médecine par l'État, sans passage par les instances de l'université de tutelle (article 32 de la loi Savary, aujourd'hui art. L.713-4 du code de l'éducation).
- Les praticiens hospitaliers, ou PH, ainsi que les praticiens des hôpitaux à temps partiel, sont recrutés par un concours national et bénéficient d'un statut leur offrant une garantie d'emploi. Ils constituent la charpente du corps médical dans les centres hospitaliers généraux.
- Les praticiens associés contractuels, ou PAC : il s’agit d’un contrat à durée indéterminée mais de statut hybride, destiné à disparaître[Quand ?]. Le médecin doit dans un premier temps passer un concours national théorique et sur titres. Ce statut est essentiellement destiné à fournir un statut moins précaire aux médecins étrangers mais doit fusionner à terme avec celui de praticien hospitalier.

##### Rémunération et statut
Les médecins hospitaliers sont rémunérés en fonction de leur ancienneté et de leur catégorie, mais jamais en fonction de leur spécialité. Contrairement aux autres membres du personnel de l'hôpital, ils n'ont pas le statut d'agent de la fonction publique hospitalière. Les enseignants-chercheurs hospitaliers sont fonctionnaires de l'État. Les autres ont un statut particulier de praticien hospitalier, proche de celui de la fonction publique. Toutefois, ils s'en distinguent notamment en s'émancipant de la hiérarchie administrative nécessaire à l'indépendance de la profession.

##### Fonctions particulières
Certains praticiens peuvent être nommés chefs de service ou, depuis la réforme de 2005, responsables de pôles : ils sont nommés pour une durée déterminée (cinq ans en règle générale) par la commission médicale d’établissement. Ils n’ont pas de droits particuliers ni de rémunération supérieure. Ils sont chargés d’un certain nombre de tâches administratives, en plus de leur mission de soins. Cela explique une certaine désaffection pour cette fonction, notamment dans les centres hospitaliers non universitaires.

#### Statuts temporaires
- Les chefs de clinique-assistants, ou CCA : il s’agit d’un contrat à durée déterminée (le plus souvent de deux à quatre ans) dans un service hospitalo-universitaire et suit l’Internat. Le médecin a une activité de soins mais également d’enseignement et/ou de recherche. Le premier contrat est de deux ans, renouvelables deux fois pour un an. On parle de clinicat.
- Les assistants hospitalo-universitaires, ou AHU : il s’agit de l’équivalent des chefs de clinique-assistants dans les spécialités non-cliniques, comme la radiologie, l’anatomo-pathologie, la biologie médicale, la médecine nucléaire…
- Les praticiens hospitalo-universitaires ou PHU sont recrutés par un concours national sur titres et travaux. Ils sont à mi-temps soignants et à mi-temps enseignants et/ou chercheurs. Ils ont un contrat de huit ans.
- Les assistants : il s’agit d’un contrat à durée déterminée (quelques années) et constitue essentiellement un post-internat où le médecin peut parfaire ses connaissances.
- Les vacataires : ces médecins travaillent par vacations d’une demi-journée. La rémunération est faible et le statut précaire (fin de contrat sans indemnités). Les postes sont occupés soit en attente d’un poste plus stable, soit de manière à conserver une activité hospitalière tout en exerçant une activité libérale (médecin « en ville »). Nombre de médecins libéraux conservent une ou plusieurs vacations hebdomadaires, soit pour utiliser des plateaux techniques ou des appareillages sophistiqués qu'ils ne peuvent acquérir en cabinet, soit pour bénéficier de l'apport formateur que constitue le travail collectif dans un établissement hospitalier.
- Les faisant fonction d'interne, ou FFI : médecins ou pharmaciens (ou étudiants dans ces domaines), le plus souvent diplômés étrangers[3], qui assument la fonction d'interne dans des services de CHU déficitaires, contre une rémunération faible, et la possibilité d'avoir un diplôme (attestation de formation spécialisée) décerné par une université, qui n'autorise pas l'exercice de la spécialité en France[4],[5].

### Médecins libéraux
Il s’agit communément des médecins installés dans un cabinet de consultation.

#### Convention avec la Sécurité sociale
En France, les médecins libéraux sont, par défaut, dits « conventionnés », c’est-à-dire que leurs prestations sont remboursées par la sécurité sociale suivant un tarif fixé. Les médecins « non conventionnés » sont l’exception, leurs honoraires ne sont remboursés qu'à un taux symbolique. Ils sont minoritaires (seulement 939 en 2017).

#### Secteurs
Ils peuvent être de secteur I avec des honoraires fixés lors d’une négociation avec les caisses d’assurance maladie (il s’agit de la convention).
Le « secteur I avec droit à Dépassement Permanent » (DP) est un secteur en voie de disparition, qui était réservé uniquement pour les médecins avec qualités particulières (notoriété exceptionnelle, agrégation). Ces médecins pratiquent des honoraires libres, et les patients sont remboursés sur la base du tarif de la Sécurité Sociale.
Ils peuvent être également de secteur II, c’est-à-dire à honoraires libres, dont une partie est remboursée (tarif sécurité sociale), l'autre partie correspond au dépassement d'honoraires. Le secteur II est accessible aux anciens chefs de clinique des hôpitaux ou anciens assistants des hôpitaux.
Le secteur III correspond au secteur hors convention.

#### Revenus
Le revenu global d'activité des médecins libéraux provient de leurs honoraires, possiblement remboursés en partie ou totalité par l'assurance maladie obligatoire (AMO) suivant leur secteur, desquels sont déduites les charges professionnelles occasionnées par leur exercice (locaux, matériel, personnel) et leurs propres cotisations sociales personnelles (maladie, vieillesse, prévoyance).
À ces revenus d'activité libérale, peuvent s'ajouter des salaires, pour ceux qui ont une activité salariée en parallèle, hospitalière ou non. Ce mode mixte d’exercice concernait en 2005 près de 20 % des omnipraticiens et 42 % des spécialistes ayant une activité libérale.
|                                      | Tous praticiens        | Tous praticiens | Exercice libéral exclusif | Exercice mixte (salarié + libéral) | Exercice mixte (salarié + libéral) | Exercice mixte (salarié + libéral) |
|                                      | Revenus nets           | Effectif        | Revenus nets              | Revenus nets                       | Part du salaire                    | Effectifs                          |
| ------------------------------------ | ---------------------- | --------------- | ------------------------- | ---------------------------------- | ---------------------------------- | ---------------------------------- |
| Spécialistes                         | 111 523 € 9 294 €/mois | 46 579          | 112 476 € 9 373 €/mois    | 110 229 € 9 186 €/mois             | 37 %                               | 42 %                               |
| Omnipraticiens (Médecin généraliste) | 70 770 € 5 898 €/mois  | 56 498          | 69 447 € 5 787 €/mois     | 76 368 € 6 364 €/mois              | 24 %                               | 19 %                               |
| Ensemble des médecins                | 89 185 € 7 432 €/mois  | 103 077         | 85 358 € 7 113 €/mois     | 98 266 € 8 189 €/mois              | 33 %                               | 30 %                               |

Sur la période 2002-2008, les revenus libéraux des médecins ont augmenté en moyenne de 1,0 %/an en euros constants, soit environ 3,0 % en euros courants. La hiérarchie s'est peu modifiée sur la période même si on note une croissance notable des revenus des anesthésistes, ophtalmologues et pneumologues. Seuls les revenus des radiologues ont légèrement décru de 0,4 %/an, par ailleurs au sommet du palmarès, et ceux des dermatologues de 1,0 %. Ces revenus sont augmentés par les possibles revenus salariaux, comme décrit plus haut.
| Spécialité         | Revenu net annuel | Revenu net mensuel | Croissance annuelle moyenne en euros courants | Croissance annuelle moyenne en euros constants |
| ------------------ | ----------------- | ------------------ | --------------------------------------------- | ---------------------------------------------- |
| Radiologue         | 216 170 €         | 18 014 €           | 1,6 %                                         | -0,4 %                                         |
| Anesthésiste       | 183 340 €         | 15 278 €           | 5,0 %                                         | 3,0 %                                          |
| Ophtalmologue      | 135 830 €         | 11 319 €           | 4,7 %                                         | 2,7 %                                          |
| Chirurgiens        | 129 560 €         | 10 796 €           | 3,1 %                                         | 1,1 %                                          |
| Cardiologue        | 116 350 €         | 9 696 €            | 2,6 %                                         | 0,6 %                                          |
| Stomatologue       | 112 150 €         | 9 345 €            | 2,7 %                                         | 0,7 %                                          |
| Gastro-entérologue | 105 610 €         | 8 801 €            | 3,5 %                                         | 1,5 %                                          |
| ORL                | 91 000 €          | 7 583 €            | 2,9 %                                         | 0,9 %                                          |
| Gynécologue        | 86 660 €          | 7 222 €            | 2,8 %                                         | 0,8 %                                          |
| Pneumologue        | 84 080 €          | 7 007 €            | 4,3 %                                         | 2,3 %                                          |
| Rhumatologue       | 79 400 €          | 6 617 €            | 3,7 %                                         | 1,7 %                                          |
| Omnipraticien      | 71 690 €          | 5 974 €            | 2,6 %                                         | 0,6 %                                          |
| Pédiatre           | 69 950 €          | 5 829 €            | 2,8 %                                         | 0,8 %                                          |
| Dermatologue       | 62 680 €          | 5 223 €            | 1,0 %                                         | -1,0 %                                         |
| Psychiatre         | 61 960 €          | 5 140 €            | 1,5 %                                         | 0,5 %                                          |
| Ensemble           | 92 540 €          | 7 712 €            | 3,0 %                                         | 1,0 %                                          |

Une étude INSEE de 2015 sur la base des revenus de 2011, montre également une répartition assez inégale des rémunérations des praticiens, selon leur secteur d'activité ou leur sexe, ainsi qu'une distribution assez vaste entre 1er, 5e et 9e déciles.
|                                      | Revenu d’activité moyen net annuel | Revenu d’activité moyen net annuel | Revenu d’activité moyen net annuel | Revenu d’activité moyen net annuel | Revenu d’activité moyen net annuel | Distribution du revenu d’activité net annuel | Distribution du revenu d’activité net annuel | Distribution du revenu d’activité net annuel |
|                                      | Ensemble                           | Hommes                             | Femmes                             | Secteur 1                          | Secteur 2                          | D1 (1er décile)                              | D5 (médiane)                                 | D9 (9e décile)                               |
| ------------------------------------ | ---------------------------------- | ---------------------------------- | ---------------------------------- | ---------------------------------- | ---------------------------------- | -------------------------------------------- | -------------------------------------------- | -------------------------------------------- |
| Spécialistes                         | 133 460 € 11 122 €/mois            | 153 230 € 12 769 €/mois            | 89 470 € 7 456 €/mois              | 125 060 € 10 422 €/mois            | 145 610 € 12 134 €/mois            | 44 590 € 3 716 €/mois                        | 115 310 € 9 609 €/mois                       | 240 440 € 20 307 €/mois                      |
| Omnipraticiens (Médecin généraliste) | 82 020 € 6 835 €/mois              | 90 380 € 7 532 €/mois              | 61 460 € 5 122 €/mois              | 83 120 € 6 927 €/mois              | 72 520 € 5 877 €/mois              | 35 330 € 2 944 €/mois                        | 75 910 € 6 326 €/mois                        | 134 650 € 11 221 €/mois                      |
| Ensemble des médecins                | 106 140 € 8 845 €/mois             | 119 390 € 9 949 €/mois             | 75 080 € 6 257 €/mois              | 98 560 € 8 213 €/mois              | 129 260 € 10 772 €/mois            | 38 700 € 3 225 €/mois                        | 89 010 € 7 417 €/mois                        | 191 800 € 15 983 €/mois                      |

#### Pratique de groupe
Les médecins libéraux peuvent pratiquer en groupe suivant plusieurs modalités :
- contrats d'exercice en commun ;
- sociétés de mise en commun des moyens d'exercice de la profession ;
- sociétés d'exercice en commun : société civile professionnelle, société d'exercice libéral.

Quelle que soit la modalité, la relation médecin/malade reste fixe (séparation des patientèles) et l'indépendance professionnelle doit être préservée. Dans les deux premiers cas, le partage d'honoraires est interdit, dans le troisième, il est obligatoire suivant une répartition fixée par la loi.

### Médecins fonctionnaires
Il existe aussi des médecins dans la fonction publique, en dehors des enseignants-chercheurs praticiens hospitaliers. Ils sont généralement recrutés par concours réservés aux titulaires du diplôme d'État de docteur en médecine. Ils disposent de garanties statutaires spécifiques destinées à préserver l'autonomie de l'exercice de la profession ainsi que le secret médical.
On trouve notamment parmi eux : 
- les médecins territoriaux (décret 92-851 du 28 août 1992) ;
- les médecins inspecteurs de la santé publique (décret no 91-1025 du 7 octobre 1991) ;
- les médecins de l'Éducation nationale, appelés médecins scolaires lorsqu'ils exercent la médecine préventive à l'égard des élèves.

Les médecins fonctionnaires sont souvent conduits à suivre une période de formation à l'École des hautes études en santé publique (EHESP).

### Médecins militaires
Les médecins militaires sont des officiers soumis au statut général des militaires français et au décret no 2008-933 du 12 septembre 2008 portant statut particulier des praticiens des armées. Ils suivent la même formation que les médecins civils (diplôme d'État de docteur en médecine) et sont soumis à des règles de déontologie propres aux praticiens des armées (décret no 2008-967 du 16 septembre 2008). Ils exercent au sein du Service de santé des armées (SSA).

### Médecins du travail
Ils sont salariés soit d'un groupement à compétence géographique (très souvent départemental) ou à compétence professionnelle (BTP par exemple) soit d'une grande entreprise. Ils doivent s’assurer des conditions de travail et de salubrité, de la sécurité  et du maintien en bonne santé des salariés.

### Médecin agréé
Conformément au décret n°86-442 du 14 mars 1986, une liste de médecins agréés généralistes et spécialistes est établie dans chaque département par le Préfet sur proposition du directeur général de l’ARS, après avis du conseil départemental de l’ordre des médecins et du ou des syndicats départementaux des médecins.
La réglementation impose également à certaines personnes de se soumettre à un examen médical effectué par un médecin agréé, telles que :
- les candidats à l’admission aux emplois publics,
- les candidats aux écoles, instituts de formation du personnel médical et paramédical,
- les étrangers qui sollicitent la délivrance d’une carte de séjour temporaire,
- les fonctionnaires en congé de maladie ordinaire, de longue maladie ou de longue durée.

Les médecins agréés sont chargés par l’administration ou par les comités médicaux et commissions de réforme d’effectuer la contre-visite médicale des fonctionnaires.
Les médecins agréés sont choisis, sur leur demande ou avec leur accord, parmi les praticiens âgés de moins de 73 ans, ayant au moins 3 ans d’exercice professionnel, et dont pour les généralistes, un an au moins dans le département pour lequel la liste est établie.
Cet agrément est donné pour une durée de 3 ans. Il est renouvelable.
Des cabinets spécialisées dans la contre visite médicale peuvent recruter des médecins agréés pour effectuer le contrôles d’arrêt maladie de salariés ne relevant pas de la fonction publique.

### Autres types d’exercices
- Médecins légistes
- Médecins contrôleurs de la sécurité sociale
- autres…

## Spécialités et compétences
Une notion centrale à retenir est l'omnivalence du titre de docteur en médecine. Un médecin ne peut en aucun cas être poursuivi pour exercice illégal de la médecine (sauf s’il n’est pas correctement inscrit au tableau de l’Ordre ou s’il a été interdit ou suspendu d’exercice) mais pour incompétence.
Ainsi, un généraliste peut pratiquer un acte chirurgical en condition d’absolue nécessité.
À l’opposé, les orientations ou modes d’exercices particuliers de la médecine générale n’exigent pas de diplômes spécifiques.

### Spécialités
Un médecin spécialiste peut exercer en milieu hospitalier ou en libéral.
Il a validé une spécialité médicale au cours d’un cursus d’au moins quatre ans, et a reçu le diplôme d'études spécialisées (DES).
Certains spécialistes n’ont pas été internes, mais ont passé un Certificat d’études spécialisées, formation complémentaire universitaire de qualité inégale. Les internes de cette époque ne recevaient pas de diplôme spécifique mais jouissaient du droit d’afficher leur ancienne qualité sur leur plaque.
Les étudiants en médecine de 6e année (DCEM4) de l’année 2004 ont passé les premières épreuves classantes nationales (ECN). La médecine générale est devenue une spécialité comme une autre, ayant son DES obtenu en 3 ans (total 9 ans d’études après le baccalauréat).

### Compétences
Un médecin peut acquérir également certaines compétences en validant en un an (parfois plusieurs) un diplôme d'Université (DU) ou un diplôme inter-universitaire (DIU). Il existe de nombreux enseignements de ce type (médecine du sport, acupuncture…), mais la possession de ce diplôme n’est pour l’instant nullement nécessaire pour effectuer les actes correspondant (par exemple, un échocardiographiste n’a pas besoin du diplôme d’échocardiographie pour en pratiquer). Les DU et DIU sont parfois reconnus par l'Ordre des médecins.

### Capacités
Les capacités sont des diplômes qui confèrent au médecin omnipraticien les compétences pour exercer avec un mode spécifique :
- acupuncture
- urgentistes
- médecins du sport
- médecins aéronautiques
- allergologues
- médecine Tropicale
- addictologues
- etc.

## Démographie médicale
En France, en 2004, il existe un peu plus de 208 887 médecins actifs, à comparer contre 112 000 en 1979.
Leur répartition est cependant géographiquement très inégale : globalement, déficit dans les villes non universitaires du centre et du nord de la France.
Il existe une féminisation certaine de la profession, la proportion de ces dernières atteignant 57 % pour les moins de 34 ans, qui pose des problèmes. En effet, une étude du CREDOC, citée dans un rapport de l'ordre des infirmiers de 2005, a montré que « les femmes tendent à vouloir moins travailler, et ne pas s’installer dans les zones désertifiées », notamment du fait que, toujours selon le rapport, « La femme doit mener une triple vie : épouse, mère et médecin. La carrière de la femme est plus souvent dictée par des contraintes externes (les enfants, la carrière du conjoint). » Cela se traduit par un abandon par les nouveaux médecins du secteur libéral au profit du salariat, amplifiant par cela la désertification de certaines régions.
Ces statistiques reflètent la situation au 1er janvier 2004 (statistiques de l'Ordre des médecins, disponibles sur le site de l'ordre, cf. infra).
En 2016 et 2017, selon une enquête réalisée auprès des patients relatant le délai d'attente que les médecins leur donnent pour un rendez-vous, l’accès aux soins est très inégale selon l'urgence du soin à apporter, le territoire et la spécialité. Ce délai est souvent de l'ordre de plusieurs semaines, mais reste de l'ordre de quelques jours pour les médecins généralistes ; plus un soin est urgent, plus le délai est raccourci, et peut même être de l'ordre de la journée. Selon l'enquête les français jugent ces délais satisfaisants dans l'ensemble, sauf en ophtalmologie et en dermatologie où ils les considèrent trop longs,.
En 2017 on comptait 102 250 médecins généralistes, dont 60 265 libéraux exclusifs et 18 594 salariés hospitaliers.
En 2024, plus de 3 800 médecins diplômés en dehors de l’Union européenne sont admis pour exercer en France. un chiffre qui représente « une augmentation de près de 50 % » en comparaison de 2023.